# Marco Büchel
Marco Büchel, född 4 november 1971 i Walenstadt i Schweiz, är en alpin skidåkare från Liechtenstein. Büchel har vunnit fyra världscuptävlingar och erövrat silver vid världsmästerskapen 1999 i Vail.
Han har 18 pallplatser på 266 starter i världscupen. Han blev tvåa i super-G-cupen 2003 och tvåa i störtloppscupen 2007.
Büchel har blivit utsedd till årets manliga idrottare i Liechtenstein åtta gånger (1997, 1998, 1999, 2006, 2007, 2008, 2009 och 2010).

## Världscupsegrar
| Datum            | Plats                  | Gren      | Resultat |
| ---------------- | ---------------------- | --------- | -------- |
| 23 februari 2003 | Garmisch-Partenkirchen | Super-G   |          |
| 17 december 2005 | Val Gardena            | Störtlopp |          |
| 25 november 2006 | Lake Louise            | Störtlopp |          |
| 18 januari 2008  | Kitzbühel              | Super-G   |          |